# Nick Kusznir
Nicholas John Kusznir  est un géophysicien britannique. Il est professeur émérite de géophysique à l'Université de Liverpool .

## Biographie
Kusznir obtient son baccalauréat ès sciences en physique à l'Université de Durham en 1972 ; obtenant un doctorat de la même institution en 1976 . Il reçoit la médaille Bigsby (1987) et la Médaille Lyell (2019) de la Société géologique de Londres .
Son h-index, selon Google Scholar, est de 56 .